# Jeff Noon
Jeff Noon (n. 24 noiembrie 1957, Droylsden, Anglia, Regatul Unit) este un scriitor englez de fantezie și science fiction, muzician, pictor și dramaturg. Vurt, primul său roman, a primit Premiul Arthur C. Clarke în 1994. Cărțile sale de ficțiune speculativă sunt influențate de cele ale lui Lewis Carroll și  Jorge Luis Borges. 

## Biografie
S-a născut în Droylsden, Lancashire.

## Lucrări

### Romane și nuvele
- Vurt (1993), ISBN: 1-898051-03-8
- Pollen (1995), ISBN: 1-898051-11-9
- Automated Alice (1996), ISBN: 0-385-40808-0
- Nymphomation (1997), ISBN: 0-385-40812-9
- Needle in the Groove (2000), ISBN: 1-86230-091-7
- Falling Out of Cars (2002), ISBN: 0-385-60296-0
- Channel SK1N (2012), ASIN: B008RZD9ZI
- A Man of Shadows (2017), ISBN: 085766669X
- The Body Library (3 aprilie 2018), ISBN: 0857666738